# (13365) Tenzinyama
(13365) Tenzinyama ist ein Asteroid des Hauptgürtels, der am 26. Oktober 1998 vom japanischen Amateurastronomen Tomimaru Ōkuni an der Sternwarte in Nan’yō (IAU-Code 358) entdeckt wurde.
Der Asteroid wurde am 24. Juni 2002 nach dem Berg Tenzinyama in der Präfektur Niigata benannt, der im westlichen Teil des Dorfes Iwamuro liegt und auf dessen Gipfel eine Burg erbaut wurde.
Der Himmelskörper gehört zur Eos-Familie, einer Gruppe von Asteroiden, welche typischerweise große Halbachsen von 2,95 bis 3,1 AE aufweisen, nach innen begrenzt von der Kirkwoodlücke der 7:3-Resonanz mit Jupiter, sowie Bahnneigungen zwischen 8° und 12°. Die Gruppe ist nach dem Asteroiden (221) Eos benannt. Es wird vermutet, dass die Familie vor mehr als einer Milliarde Jahren durch eine Kollision entstanden ist.